# Теодор Моммзен
Теодо́р Мо́ммзен (нім. Theodor Mommsen), повне ім'я Хрістіан Матіас Теодор Моммзен (нім. Christian Matthias Theodor Mommsen) (30 листопада 1817, Гардінг, Шлезвіг-Гольштейн — 1 листопада 1903, Берлін) — німецький історик, філолог, юрист, політик і організатор науки. Найвидатніший історик 19-го ст. в галузі Історії античного Риму і Римського права.
Лауреат Нобелівської премії з літератури за 1902 р. за багатотомну працю «Римська історія» (нім. Römische Geschichte). Почесний громадянин Риму. У 1868 р. нагороджений прусським орденом «Pour le Mérite».

## Біографія
Моммзен народився у сім'ї провінційного пастора. Будучи талановитим хлопцем, вступив на юридичний факультет Кільського університету і в 1843 р. завершив навчання, блискуче захистивши докторську дисертацію з Римського права. Отримавши право на наукове відрядження, Моммзен чотири роки подорожує Італією, вивчаючи й копіюючи історичні джерела, що відносяться до І-го тисячоліття до н. е. За наслідками досліджень він публікує серію статей, що зробило його ім'я відомим у наукових колах і дозволило продовжувати розпочату роботу. За декілька поїздок Моммзен, спочатку один, а потім з друзями і учнями, зібрав, обробив і систематизував понад 100 тисяч документів з римської історії — їхнє видання почалося 1863 р. і зайняло 20 томів.
Повернувшись у 1848 в Кіль, Моммзен взяв участь в повстанні проти данської влади, оскільки Шлєзвіґ-Гольштайн тоді належав Данії, і в ході вуличної бійки був поранений. Після придушення повстання залишатися в Кілі було небезпечно і Моммзен прийняв запрошення Ляйпцизького університету. Проте в 1851 за повторну участь в політичних виступах його позбавили кафедри і заборонили викладання в Саксонії.
Упродовж двох років Моммзен читав лекції в Цюріхському університеті, потім в Бреслау. У 1858 він назавжди переселився до Берліна і очолив в Університеті Фрідріха Вільгельма кафедру стародавньої історії. Учений обирається членом Прусської академії наук, підтримка якої дозволила йому продовжити роботу над «Corpus Inscnptionum». Став членом Геттінгенської академії наук. У той же час Моммзен багато років був секретарем академії і членом іноземних наукових інституцій. Всі ці роки Моммзен продовжує активно займатися політичною діяльністю. З 1863 по 1866 і з 1873 по 1879 рр. він представляє в прусському парламенті Прогресивну партію, а після того, як Бісмарк об'єднав незалежні німецькі держави в єдину Німецьку імперію, стає членом рейхстагу, де виступає проти внутрішньої політики Бісмарка, а також проти антисемітизму, широко поширеного в університетському середовищі.

## «Римська історія»
Перший том «Римської історії» («Romische Geschichte») з'явився в 1854 році, тому самому, коли Моммзен повертається до Німеччини і стає професором університету в Бреслау (тепер Вроцлав) у Пруссії. Того ж року історик одружується з Марією Реймер, дочкою книгаря, у шлюбі з якою у нього було шістнадцять дітей. Перші три томи «Римської історії» (другий і третій вийшли в 1855—1856 рр.) охоплюють історію Риму від його заснування до 46 р. до н. е., коли Юлій Цезар завдав поразки військам сенату в Північній Африці. Це твір, який відрізняється вишуканою мовою й енциклопедизмом знань з історії й культури Стародавнього Риму, приніс Моммзену всесвітню славу. Аби додати своїй праці жвавості та виразності, Моммзен часто порівнює римських політиків з політиками XIX в. Хоча деякі відкриття вченого у світлі недавніх досліджень застаріли, «Римська історія» досі вважається значним внеском в історію і літературу.
Моммзен планував написати і четвертий том, присвячений історії римських імператорів, проте цей план так і не був втілений в життя — історик розумів, що четвертий том поступатиметься за рівнем першим трьом. Дослідження Моммзена «Римські провінції. Від Цезаря до Діоклетіана» («Die Provinzen, von Caesar bis Diocletian»), що охоплює три перші століття історії Риму, було опубліковано в 1885 р. як п'ятий том «Римської історії».

## Нобелівська премія

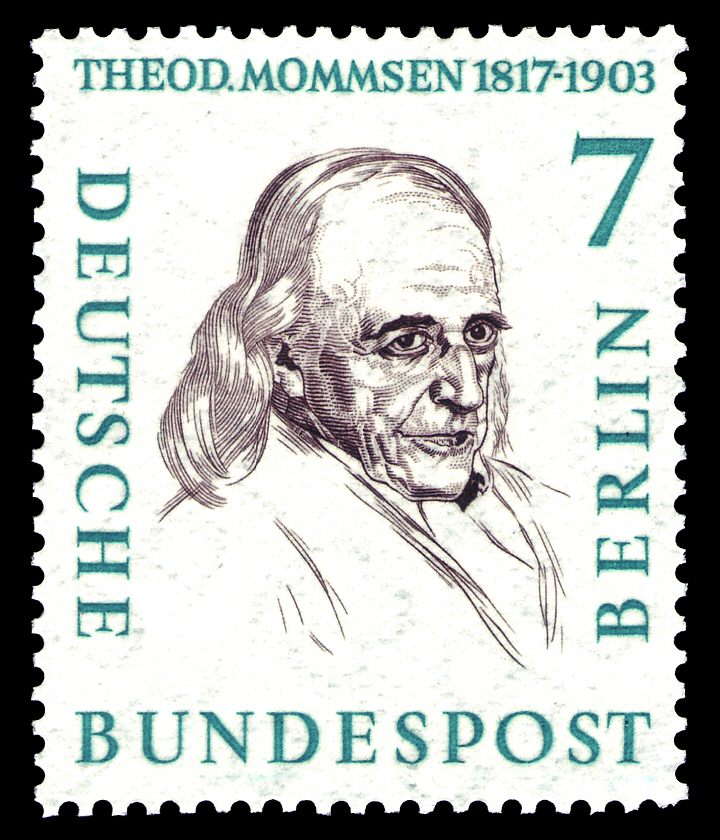
Поштова марка, випущена в Берліні в 1957 році

У 1902 Нобелівська премія з літератури була присуджена Моммзену, «одному з видатних історичних письменників, перу якого належить така монументальна праця, як „Римська історія“». У своїй вітальній промові С. Д. Вірсен, член Шведської академії, віддав належне не тільки обширним знанням Моммзена, але і його блискучому стилю. Історик, якому було вже 85 років, Нобелівської лекції не читав.
1 листопада 1903 року Моммзен помер в Шарлоттенбурзі, під Берліном.